# Friedrich-Werner von der Schulenburg
Pour les articles homonymes, voir Schulenburg (homonymie).
Le comte Friedrich-Werner von der Schulenburg, né le 20 novembre 1875 à Kemberg et mort le 10 novembre 1944  à la prison de Berlin-Plötzensee, est un diplomate allemand, dernier ambassadeur du Reich à Moscou et membre de la conspiration contre Hitler du 20 juillet 1944.

## Éléments de biographie
Schulenburg sert au ministère des Affaires étrangères allemand sous Guillaume II, puis à l'époque de la République de Weimar, et enfin sous le Troisième Reich. Il est propriétaire du château de Falkenberg, en Bavière.

## Carrière diplomatique
Schulenburg est vice-consul à Barcelone en 1903, puis consul à Lemberg, Prague, Varsovie et à Tiflis en Géorgie en 1911. Il est incorporé en 1914 et sert en tant qu'officier de liaisons avec l'armée ottomane.

### Première Guerre mondiale
Schulenburg travaille en 1914 à  la préparation de la « Légion géorgienne » qui devait servir de force de frappe turco-géorgienne contre la Russie impériale, alliée de la France et de l'Angleterre. En 1917, il est consul à Beyrouth et Damas. On lui attribue l'idée d'attaquer Sarıkamış à la frontière est de la Turquie pendant la Première Guerre mondiale, via « top yolu » (ce qui veut dire la voie de canon), où la neige ne reste pas sur terre à cause du vent, ce qui facilite la marche de l'armée mais à la fin, ce plan a viré à la catastrophe. Il est à Batoumi pendant la conférence de Batoumi dans laquelle l'Allemagne appuya la Géorgie pendant l'avancée turque vers l'est en 1918. C'est lui qui défend l'indépendance de la Géorgie et sa protection par l'Empire allemand pour protéger le pays contre l'agression de l'Empire ottoman, qui était pourtant l'alliée de l'Allemagne.

### Troisième Reich
Ambassadeur d'Allemagne à Moscou de 1934 à 1941, Schulenburg est fidèle au principe d'immunité des diplomates lorsqu'en septembre 1939, il use de son influence en tant que doyen du corps diplomatique pour permettre à l'ambassadeur de Pologne, Wacław Grzybowski, et au personnel de l'ambassade de la Pologne de pouvoir quitter l'Union soviétique alors que Viatcheslav Molotov avait décidé leur arrestation. Ferme partisan de la traditionnelle amitié entre l'Allemagne et la Russie prônée par Otto von Bismarck, il cherche à maintenir un modus vivendi entre Adolf Hitler et Joseph Staline. Dans cet esprit, début juin 1941, au cours d'un déjeuner à Moscou avec son homologue soviétique, Vladimir Dekanozov, ambassadeur à Berlin, il n'hésite pas, à mots couverts, à faire état des préparatifs de l'attaque allemande, mais sujet au même aveuglement que Staline, Dekanozov refuse de l'entendre.
Le déclenchement le 22 juin 1941 de l'opération Barbarossa le conduit à quitter son poste et à retourner en Allemagne.

## Participation au complot du 20 juillet 1944 et exécution
Très hostile au nazisme, Schulenburg est mêlé au complot ayant planifié l'attentat du 20 juillet 1944 contre Hitler.
Son nom étant cité aux côtés de son collègue l'ambassadeur Ulrich von Hassell comme possible ministre des Affaires étrangères du gouvernement qui devait émerger à la suite de l'attentat, il comparaît le 4 octobre 1944 devant le Tribunal du peuple, qui le condamne à mort. Il est pendu à Berlin le 10 novembre 1944.